# Apple III
O Apple III foi um computador pessoal produzido pela Apple de Maio de 1980 até 24 de Abril de 1984. Visando o uso corporativo, começou a ser projetado em fins de 1978, sob a direção do Dr. Wendell Sander. Tinha o nome-código interno de "Sara", em homenagem à filha de Sander.

## Características
O Apple Inc. III era fornecido com 128 ou 256 KiB de memória RAM, dependendo da versão, um processador Synertek 6502A de 2 MHz e drive de disquetes de 5¼. 
Seu grande pecado foi o uso de um barramento de expansão proprietário, o que limitou as possibilidades de expansão aos acessórios oferecidos pela própria Apple, uma característica que acabou sendo a grande responsável pela supremacia do PC.
Também teve o problema da falta de ventilador ou saídas de ar - sugestão de Steve Jobs para que o aparelho fosse silencioso - e como o corpo de alumínio não era um dissipador bom suficiente, o Apple III superaquecia facilmente. Consequências incluíam derreter disquetes e fazer o processador se soltar da placa-mãe.

### Em português
- (em português)-Por Dentro do Apple III

### Em inglês
- (em inglês)-Recursos para o Apple III Resources em Washington Apple Pi
- (em inglês)-Apple III em Old-Computers.com